# توشيرو هيتسوغايا
هيتسوغايا توشيرو أو توشيرو هيتسوغايا إحدى شخصيات أنمي ومانغا بليتش. هو قائد الفرقة العاشرة ويعرف بالفتى المعجزة لأنه أصبح قائد فرقة وهو طفل. يتميز بالبرود والهدوء والحكمة على الرغم من صغر سنه، كما أن شعره رمادي مائل للبياض مما يجعل مظهره غريب وكان يجعل الناس يهربون منه. كان يعيش مع جدته في مجتمع الأرواح حتى التقي يوما بماتسموتو التي أخبرته بأن لديه رياتسو هائلة وأنه سيؤذثي جدته وسيسبب موتها إن بقي يعيش معها، فقرر توشيرو أن يصبح شينيغامي. فيما بعد حين أصبح توشيرو قائد صارت ماتسموتو نائبته. الزنباكتو الخاص به من النوع الجليد ويدعى هيورينمارو. واسم البانكاي: دايجرين هيورينمارو. الزامباكتو الخاص به هو أقوى زامباكتو جليدي. كما يسعى دائماً لزيادة قوته ويتدرب باستمرار على استخدام البانكاي لحماية صديقة طفولته " هيناموري مومو.

## روابط خارجية
- هيتسوغايا توشيرو على موقع ميوزك برينز (الإنجليزية)